# ساکیس روواس
ساکیس روواس (انگلیسی: Sakis Rouvas؛ زادهٔ ۵ ژانویهٔ ۱۹۷۲) یک خواننده، تهیه‌کننده، رقصنده، و هنرپیشه اهل یونان است.

## گزیده آلبوم
- ساکیس روواس - ۱۹۹۱
- جیا سنا - ۱۹۹۳
- این زندگی من است - ۲۰۰۷

## گزیده فیلم
- گوژپشت نتردام (فیلم ۱۹۹۶)
- ماشین‌ها (فیلم)
- ماشین‌ها ۲

## در تلویزیون
- مسابقه آواز یوروویژن ۲۰۰۶